# 德魯·福勒
德魯·福勒（Andrew Alan "Drew" Fuller，1980年5月19日—）是美國的一位演員，他也曾是一位模特。

## 外部連結
- Drew Fuller在互联网电影资料库（IMDb）上的資料（英文）